# Тернопільська обласна премія імені Ярослава Стецька
Тернопільська обласна премія імені Ярослава Стецька — регіональна публіцистична премія Тернопільської области. Заснована на честь політичного та військового діяча, активного діяча ОУН Ярослава Стецька.
На здобуття премій подають нові оригінальні твори і роботи, опубліковані (оприлюднені) у завершеному вигляді протягом останніх п’яти років, але не пізніше як за півроку до їх висунення на здобуття премій.

## Лауреати
- 2008 — Михайло Іващук[1]
- 2009 — не присуджено[2]
- 2010 — Богдан Мельничук, Віктор Уніят[3]
- 2011 — Ігор Олещук[4]
- 2012 — Петро Федоришин[5]
- 2013 — не присуджено[6]
- 2014 — Микола Ротман, Євген Філь, Олександр Гуцалов[7]
- 2015 — Дарія Чубата[8]
- 2016 — не присуджено[9]
- 2017 — Наталія Гамера[10]
- 2018 — Володимир Андріїшин[11]
- 2019 — Устим Хаварівський[12]
- 2020 — Микола Ковальчук[13]